# Bianka Panova

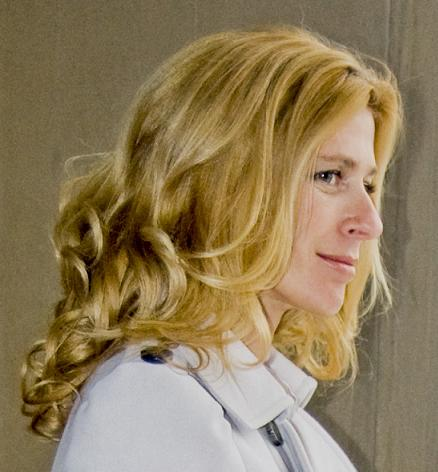

Bianka Panova (en búlgaro, Бианка Панова) es una ex gimnasta búlgara nacida en Sofía el 27 de mayo de 1970. 

## Trayectoria
Se formó en el club Levski, con la entrenadora Vera Tomova.
Fue una de las dominadoras de la gimnasia rítmica mundial durante la segunda parte de la década de los años 80. El campeonato del mundo de Valladolid de 1985 fue su primera gran competición, donde fue medalla de oro en la final de cinta y de bronce en el concurso completo individual.  
En 1986 participó en el campeonato de Europa celebrado en Florencia, donde obtuvo la medalla de oro en el concurso completo, así como en las finales de mazas y cuerda; la medalla de plata en la de cinta y el cuarto puesto en la de pelota. 
En 1987 fue la gran triunfadora del campeonato del mundo de Varna, donde fue medalla de oro tanto en el concurso completo como en las cuatro finales por aparatos y donde todas sus notas fueron dieces. 
Sin embargo, en 1988, en el campeonato de Europa celebrado en Helsinki solo pudo ser quinta en el concurso completo individual, aunque obtuvo las medallas de oro en las finales de cinta y aro, y ese mismo año, en los Juegos Olímpicos de Seúl 1988, tampoco pudo lograr una medalla ya que acabó en la cuarta posición, tras Marina Lóbach, Adriana Dunavska y Alexandra Timochenko. Uno de los motivos alegados por la gimnasta de este descenso de rendimiento fue la aparición de conflictos que la enfrentaban a su entrenadora Nechka Robeva y un excesivo ritmo de entrenamiento. Tras estos campeonatos fue desconvocada de la selección de Bulgaria y estuvo tentada de retirarse de la competición. 
No obstante, decidió no retirarse aún y seguir entrenándose por su cuenta para participar el año siguiente, 1989, en el campeonato celebrado en Sarajevo, donde finalizó como medalla de plata en el concurso general y volvió a situarse en lo más alto al obtener medallas de oro tanto por equipos como en las finales de cuerda y aro, así como una de plata en pelota.
Tras su retirada desempeñó durante varios años funciones de entrenadora en Italia, Bélgica y España. En 2013 publicó un libro autobiográfico.